# Genillé
Genillé és un municipi francès, situat al departament de l'Indre i Loira i a la regió de Centre – Vall del Loira. L'any 2007 tenia 1.506 habitants.

## Demografia

### Població
El 2007 la població de fet de Genillé era de 1.506 persones. Hi havia 669 famílies, de les quals 201 eren unipersonals (65 homes vivint sols i 136 dones vivint soles), 256 parelles sense fills, 176 parelles amb fills i 36 famílies monoparentals amb fills.
La població ha evolucionat segons el següent gràfic:
Habitants censats

### Habitatges
El 2007 hi havia 843 habitatges, 670 eren l'habitatge principal de la família, 134 eren segones residències i 40 estaven desocupats. 800 eren cases i 36 eren apartaments. Dels 670 habitatges principals, 496 estaven ocupats pels seus propietaris, 157 estaven llogats i ocupats pels llogaters i 17 estaven cedits a títol gratuït; 13 tenien una cambra, 51 en tenien dues, 125 en tenien tres, 197 en tenien quatre i 285 en tenien cinc o més. 543 habitatges disposaven pel capbaix d'una plaça de pàrquing. A 307 habitatges hi havia un automòbil i a 269 n'hi havia dos o més.

### Piràmide de població
La piràmide de població per edats i sexe el 2009 era:
| Homes | Edats   | Dones |
| ----- | ------- | ----- |
| 0     | 95 o +  | 0     |
| 4     | 90 a 94 | 8     |
| 20    | 85 a 89 | 32    |
| 8     | 80 a 84 | 32    |
| 72    | 75 a 79 | 64    |
| 24    | 70 a 74 | 24    |
| 40    | 65 a 69 | 44    |
| 56    | 60 a 64 | 40    |
| 36    | 55 a 59 | 60    |
| 32    | 50 a 54 | 40    |
| 48    | 45 a 49 | 60    |
| 40    | 40 a 44 | 64    |
| 48    | 35 a 39 | 32    |
| 40    | 30 a 34 | 44    |
| 44    | 25 a 29 | 32    |
| 20    | 20 a 24 | 16    |
| 68    | 15 a 19 | 44    |
| 44    | 10 a 14 | 24    |
| 44    | 5 a 9   | 52    |
| 20    | 0 a 4   | 12    |

## Economia
El 2007 la població en edat de treballar era de 853 persones, 626 eren actives i 227 eren inactives. De les 626 persones actives 578 estaven ocupades (308 homes i 270 dones) i 49 estaven aturades (22 homes i 27 dones). De les 227 persones inactives 94 estaven jubilades, 63 estaven estudiant i 70 estaven classificades com a «altres inactius».

### Ingressos
El 2009 a Genillé hi havia 702 unitats fiscals que integraven 1.604,5 persones, la mediana anual d'ingressos fiscals per persona era de 16.437 €.

### Activitats econòmiques
Dels 58 establiments que hi havia el 2007, 1 era d'una empresa extractiva, 2 d'empreses alimentàries, 5 d'empreses de fabricació d'altres productes industrials, 9 d'empreses de construcció, 12 d'empreses de comerç i reparació d'automòbils, 4 d'empreses de transport, 5 d'empreses d'hostatgeria i restauració, 2 d'empreses financeres, 1 d'una empresa immobiliària, 6 d'empreses de serveis, 7 d'entitats de l'administració pública i 4 d'empreses classificades com a «altres activitats de serveis».
Dels 17 establiments de servei als particulars que hi havia el 2009, 1 era una oficina de correu, 1 una oficina bancària, 2 tallers de reparació d'automòbils i de material agrícola, 2 guixaires pintors, 3 fusteries, 2 electricistes, 1 perruqueria, 4 restaurants i 1 agència immobiliària.
Dels 6 establiments comercials que hi havia el 2009, 1 era una botiga de més de 120 m², 2 fleques, 1 una fleca, 1 una peixateria i 1 una joieria.
L'any 2000 a Genillé hi havia 44 explotacions agrícoles que ocupaven un total de 3.075 hectàrees.

## Equipaments sanitaris i escolars
L'únic equipament sanitari que hi havia el 2009 era una farmàcia.
El 2009 hi havia 1 escola maternal integrada dins d'un grup escolar amb les comunes properes formant una escola dispersa i 1 escola elemental integrada dins d'un grup escolar amb les comunes properes formant una escola dispersa.

## Poblacions més properes
El següent diagrama mostra les poblacions més properes.